# Нектарий (Круль)
Митрополи́т Некта́рий (серб. Митрополит Нектарије, в миру Никола Круль, серб. Никола Круљ; 18 (30) ноября 1879, село Поцрне, Герцеговина — 7 сентября 1966, Сараево, СФРЮ) — епископ Сербской православной церкви, митрополит Дабро-Босанский (1951—1966).

## Биография
Родился 30 ноября 1879 году в Поцрне близ Любиня в Герцеговине в сеиье Вукана и Виды.
После учёбы в гимназии в 1907 года окончил семинарию в городе Мостар. Изучал юриспруденцию в Вене, где защитил докторскую диссертацию.
В 1912 году в состоянии целибата был рукоположён в сан диакона, а позднее — пресвитера. Был законоучителем в Мостаре, Бихаче, а также преподавателем семинарии в Сараеве. Затем был последовательно ректором Карловацкой, Призренской и Битольской семинарий.
14 марта 1924 года указом короля Александра I Карагеоргиевича по предложению министра вероисповедния доктор Никола Круль как ректор Битольской семинарии удостоен Ордена Святого Саввы IV степени.
29 ноября 1925 года был избран епископом Захумско-Рашским.
27 марта 1926 года архимандритом Вениамином (Таушановичем) был пострижен в монашество с именем Нектрарий.
Хиротония состоялась 16 мая 1926 года. Настолован в Никшиче на Петровдан.
С 29 октября 1928 года — епископ Зворницко-Тузланский. Настолован 7 апреля 1929 год в день Благовещения.
Во время Второй мировой войны находился в Белграде как постоянный член Архиерейского Синода. После окончания войны вернулся в Тузлу.
В 1945—1951 годы был администратором Дабробосанской и Захумско-Герцеговинской епархий.
Решением архиерейского собора Сербской православной церкви, прошедшего с 31 мая по 12 июня 1951 года был избран митрополитом Дабро-Босанским с кафедрой в Сараеве.
Скончался 7 сентября 1966 года в Сараеве и похоронен там же у стен старого храма.